# Burattatura
La burattatura (o barilatura) è una lavorazione meccanica di finitura superficiale.

## Generalità
La burattatura viene tipicamente usata per la rimozione meccanica di residui di substrato, in particolare bava, dovuti a lavorazioni come stampaggio o fusione. È particolarmente adatta per dare una finitura superficiale ad un numero elevato di pezzi, di piccole dimensioni.
Essa avviene per rotolamento e urto dei pezzi in un barile (il buratto) ed eventualmente di materiale abrasivo, sagomato allo scopo, che velocizza l'operazione. Eventualmente la lavorazione può essere fatta pure in immersione di liquido, con lo scopo di prevenire attacchi chimici. La velocità di rotazione del buratto influenza la rapidità di lavorazione.
Questa lavorazione provoca variazioni dimensionali generalizzate sulle superfici del pezzo tra i 2 e I 20 µm.

## Pietra

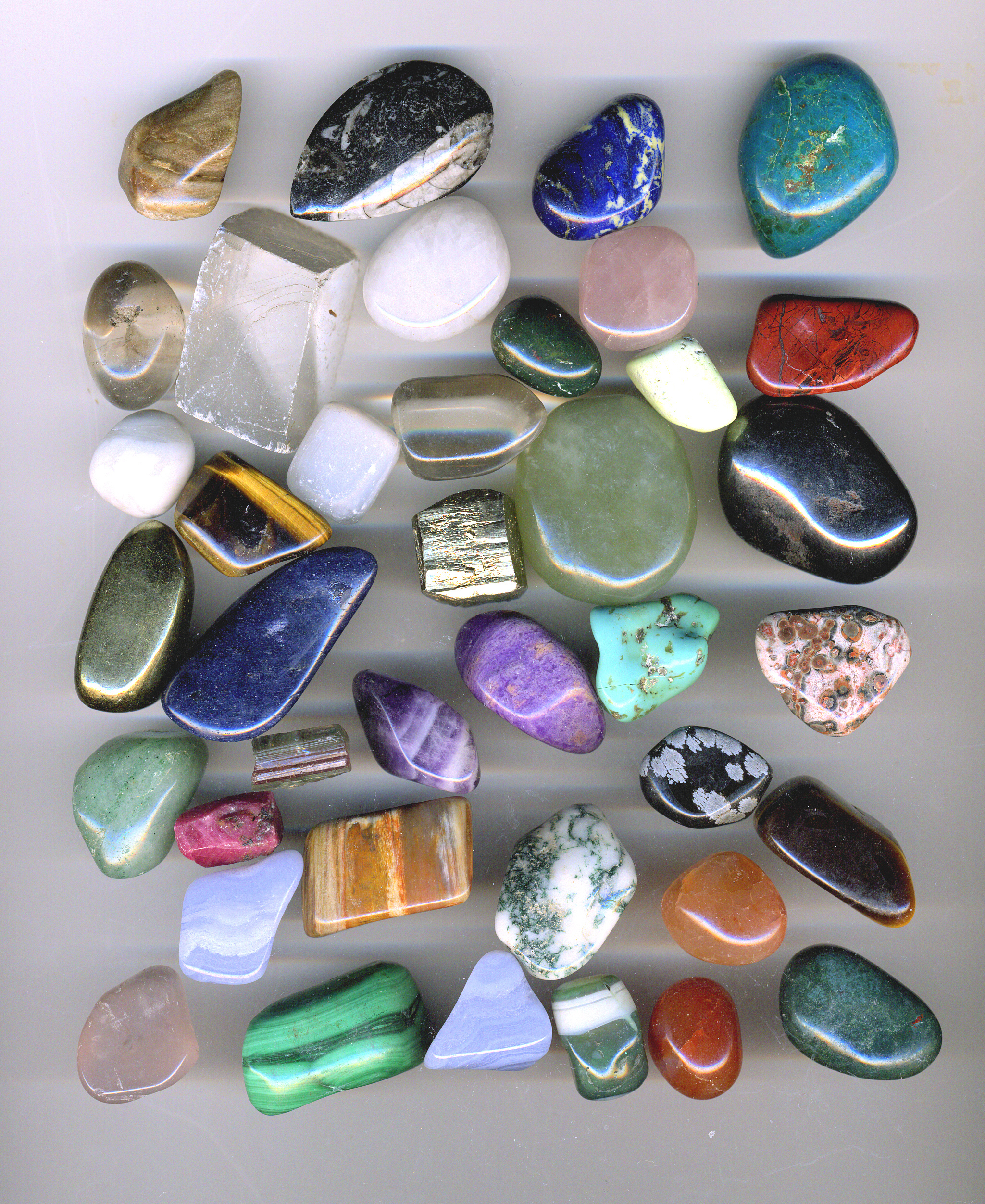
Le gemme barilate. (Notate che quattro degli elementi nella figura non sono barilati)

Nella tecnica lapidaria, per la barilatura (tumbling) di materiali rocciosi, viene caricato un buratto, in plastica o rigato (lined) di gomma, con una certa quantità di materiale roccioso, del tutto simile o uguale in durezza, un tipo di sabbia abrasiva e un liquido lubrificante. Di solito si usa la struttura del carburo di silicio e l'acqua, essendo l'acqua un lubrificante universale. Il buratto è dunque posto su rotaie che ruotano lentamente. La velocità "ottimale" di rotazione dipende dalla dimensione del cilindro della barilatrice e dai materiali implicati.
Una velocità ben scelta per la lucidatura della pietra fa sì che le rocce all'interno del buratto scivolino tra loro, inframmezzate da sabbia (grit) abrasiva. Il risultato che ne deriva dipende dalla grossolanità dell'abrasivo e dalla durata della "caduta".
In genere, una caduta completa (tumble) della pietra grezza da levigare dura circa 4-5 settimane, ed è svolta in un minimo di 4 passaggi. Nella fase iniziale, i materiali rocciosi sono levigati con una grana grossolana (circa 60-90 mesh), seguita da lavaggio e da una granulometria più fine (120-220 e poi 400-600 mesh), prima dell'utilizzo (facoltativo) di un composto di pre-lucidatura (1200 mesh), un ciclo di lavaggio con detergente per eliminare ogni grana (grit) sulle pietre e infine una fase di lucidatura (polish) in polvere, (come ossido di cerio o ossido di stagno), acqua e spesso un po' di pellet plastico, per attenuare l'impatto delle pietre nella loro caduta (onde evitare scheggiature) e portare la levigatura in modo uniforme da una parte all'altra delle pietre. Il tempo preciso della barilatura deriva da molti fattori, tra cui la durezza della roccia e il grado di levigatura desiderata nei passaggi più grossolani. Alcune persone lasciano cadere le pietre con grana grossolana per due, tre o anche quattro settimane onde ottenere le loro forme desiderate.
A volte, sono utilizzate "preforme" in pietra, ovvero forme taglienti della pietra grezza, prima della barilatura. Ciò dà più controllo sul pezzo finale, in modo che possano essere prodotte forme tipo "lacrima". La tecnica è ancora limitata a forme arrotondate. Le preforme possono impiegare meno tempo nella fase più grossolana, o essere evitate del tutto.
Durante gli anni '70, delle piccole barilatrici di pietre erano un elemento hobbistico comune, e i gioielli decorati con pietre semi-preziose barilate erano molto di moda. Allo stesso modo, piatti e vasi di vetro decorativi riempiti di sassi barilati (spesso pietre non adatte nemmeno alla bigiotteria) erano frequentemente usati come ornamenti domestici.

## Metallo
La barilatura dei metalli viene utilizzata per brunire, sbavare, pulire, opacizzare (de-flash), disincrostare, rimuovere la ruggine, lucidare, brillantare, indurire la superficie, preparare i pezzi per l'ulteriore rifinitura e sbavare gli attacchi di colata, gli sfoghi d'aria e le materozze delle pressofusioni.  Il processo è abbastanza semplice: un buratto orizzontale, già contenente l'abrasivo in quantità opportuna, viene caricato con i pezzi e viene poi posto in roto-vibrazione. Le variazioni di questo processo di solito comprendono strumenti, acqua, lubrificanti e detergenti. Quando il buratto viene posto in rotazione il materiale si solleva fino a quando la gravità fa sì che il livello più alto venga a franare verso l'altro lato. Il buratto può anche avere pale, di solito in gomma, che corrono lungo l'interno del buratto,  le quali girando catturano e sollevano le parti che alla fine scivolano o cadono.
In un processo a umido viene aggiunto un composto chimico, un lubrificante o sapone per barilatura onde agevolare il processo di finitura, prevenire la ruggine e pulire le parti. Un'ampia varietà di strumenti è a disposizione per raggiungere il desiderato prodotto finito, i cui materiali comuni comprendono: sabbia, schegge di granito, scorie, acciaio, ceramica e sintetici. Inoltre, questi materiali sono disponibili in un'ampia varietà di forme. Di solito le forme diverse vengono utilizzate nello stesso carico per raggiungere ogni geometria del pezzo.
La barilatura è un processo di finitura economico perché possono essere lavorati una grande quantità di pezzi con poco o nessun controllo da parte dell'operatore. Un ciclo completo può richiedere da 6 a 24 ore con il buratto che gira a 20-38 RPM.  La barilatura di solito è più efficiente con il buratto pieno a metà.  Alcuni processi utilizzano anche un sistema di filtrazione per consentire la separazione delle parti o altro materiale nel cilindro.
Gli svantaggi di questo processo sono rappresentati dall'azione abrasiva che non può essere limitata solo a determinate aree del pezzo, dai cicli di tempo lunghi e dalla fragorosità della lavorazione.

### Tipologia specifica
Il barile di brunitura è un tipo di barilatura dove non si desidera ottenere nessuna azione di taglio. L'obiettivo è quello di ridurre le minute irregolarità producendo una superficie pulita e liscia. Per raggiungere questo obiettivo le parti sono in genere fatte cadere contro loro stesse o contro sfere di acciaio, sparate, contro punte con l'estremità arrotondata o coni a palla (ballcones). Di solito questo è un processo a umido, che utilizza l'acqua e un lubrificante o detergente, come il sapone o la crema di tartaro. Il buratto non viene caricato oltre la metà e se si utilizzano i mezzi allora viene mantenuto un rapporto di 2:1 tra questi e le parti onde preservare i pezzi dallo sfregamento.
La barilatura a centrifuga utilizza un buratto al termine di un braccio rotante per aggiungere forze centrifughe al processo di barilatura. Questo può accelerare il processo da 25 a 50 volte.
La finitura su perno monta i pezzi da lavorare su perni (spindles) ruotanti in senso opposto a quello del flusso dei mezzi. Questo impedisce alle parti di interagire fra loro accelerando il ciclo di tempo, ma sono richiesti ulteriore tempo e costi per il fissaggio dei pezzi da lavorare.

## Vetro
Anche i frammenti di vetro colorato utilizzati per mosaici sono barilati. Non viene utilizzato nessun abrasivo, onde evitare di appannare il vetro, ma solo acqua come lubrificante. Lo scopo di questa barilatura è quello di eliminare i bordi taglienti del vetro, in modo da poterli maneggiare con tutta sicurezza. Un minimo di 8 ore di barilatura può essere sufficiente.

## Altro
La barilatura viene utilizzata per levigare e lucidare i dadi per uso ricreativo, ma ha l'effetto sconveniente di rendere i loro lati e le facce alquanto irregolari, rendendo così il dado non proprio nella sua forma esatta.
Queste tecniche, sebbene richiedano molto tempo, coinvolgono però molto poco l'intervento di un operatore e quindi sono molto economiche. Piccole barilatrici (della capacità di una libbra) sono disponibili per un uso domestico/hobbistico. D'altro canto, i professionisti possono utilizzare barili di grandi dimensioni per svolgere una grande mole di lavoro in una sola volta. Il principale svantaggio della barilatura è il suo scopo limitato - le pietre saranno lisce e avranno forme semi-casuali (come i ciottoli della spiaggia) e i metalli necessitano che abbiano forme relativamente semplici per funzionare bene.